# Paracilicaea mirabilis
Paracilicaea mirabilis là một loài chân đều trong họ Sphaeromatidae. Loài này được Benvenuti & Messana miêu tả khoa học năm 2000.